# Теорія Ліфшиця
Теорія Ліфшиця є загальною теорією флуктуаційних сил Ван-дер-Ваальса та Казимира. Основним результатом теорії є формула для вільної енергії електромагнітного поля, що дозволяє отримати тиск, що виникає між матеріальними поверхнями через дію флуктуаційних сил. Теоретично Ліфшиця середовище класичне, а електромагнітне поле — квантове. Теорія розроблена радянським фізиком Євгеном Михайловичем Ліфшицем у 1956 році.

## Формула Ліфшиця

### Формула для енергії при нульовій температурі
Енергія як функція від відстані між двома однаковими плоскопаралельними пластинами:
| {\displaystyle E(a)={\frac {\hbar }{4\pi ^{2}}}\int _{0}^{\infty }k_{\perp }dk_{\perp }\int _{0}^{\infty }d\xi \left\{\ln[1-r_{\textrm {TM}}^{2}(i\xi ,k_{\perp })e^{-2aq}]+\ln[1-r_{\textrm {TE}}^{2}(i\xi ,k_{\perp })e^{-2aq}]\right\}}, | (1) |

де {\displaystyle q^{2}=q^{2}(i\xi ,k_{\perp })=k_{\perp }^{2}+\xi ^{2}/c^{2}}. Тут {\displaystyle k_{\perp }} — проекція хвильового вектора електромагнітного поля на площину поверхні пластин, {\displaystyle \xi } — уявна частота, {\displaystyle c} — швидкість світла, {\displaystyle \hbar } — Стала Дірака. Властивості матеріалів враховуються через коефіцієнти відображення {\displaystyle r_{\textrm {TE}}} і {\displaystyle r_{\textrm {TM}}}. Коефіцієнти відображення задаються формулами Френеля:
| {\displaystyle r_{\textrm {TM}}(i\xi ,k_{\perp })={\frac {\epsilon (i\xi )q(i\xi ,k_{\perp })-k(i\xi ,k_{\perp })}{\epsilon (i\xi )q(i\xi ,k_{\perp })+k(i\xi ,k_{\perp })}},\quad r_{\textrm {TE}}(i\xi ,k_{\perp })={\frac {q(i\xi ,k_{\perp })-k(i\xi ,k_{\perp })}{q(i\xi ,k_{\perp })+k(i\xi ,k_{\perp })}},} | (2) |

де {\displaystyle k^{2}=k^{2}(i\xi ,k_{\perp })=k_{\perp }^{2}+\epsilon (i\xi )\xi ^{2}/c^{2}}.

## Експериментальна перевірка
Макроскопічна теорія Ван-дер-Ваальса має багато експериментальних підтверджень. Серед них деякі з найвідоміших: Дерягін (1960); Дерягін, Абрикосова та Ліфшиц (1956) та Ізраелачвілі та Табор (1973), які виміряли баланс сил між макроскопічними тілами скло, або скло і слюду; Хейдон і Тейлор (1968), які виміряли сили, що діють на двошари, вимірявши їхній контактний кут; і, нарешті, Ші та Парсегіан (1975), які досліджували потенціали Ван-дер-Ваальса між атомами важких лужних металів і поверхнями золота за допомогою відхилення атомного променя.